# ジークムント・イェーン
ジークムント・ヴェルナー・パウル・イェーン（Sigmund Werner Paul Jähn, 1937年2月13日 - 2019年9月21日）は、ドイツ民主共和国（東ドイツ）の軍人、宇宙飛行士。国家人民軍航空軍（東ドイツ空軍）に所属した。軍人としての最終階級は少将。
1978年8月26日にソ連のソユーズ31号に搭乗し、ドイツ人初の宇宙飛行士となった人物である。

## 経歴
ナチス・ドイツ時代のザクセン州フォークトラント郡モルゲンレーテ・ラウテンクランツ市で生まれ、1943年から1951年まで地元の学校に通った後、印刷職人としての職業訓練を受けた。1955年に国家人民軍航空軍の前身である航空人民警察に兵士として入隊した。1958年、空軍士官学校を修了。
その後ソ連に留学して1966年から1970年にかけてモニノのY.A.ガガーリン名称空軍アカデミーでパイロットとしての教育を受けた。このため肖像写真では（東ドイツの国家人民軍ではなく）ソ連軍のパイロット資格章を制服の右胸に着用しているのが確認できる。
1976年に予備のパイロットエベルハルト・ケルナーとともにインターコスモス計画の最初の宇宙飛行士に選抜され、モスクワ郊外の星の街で二年間訓練を受けた。
サリュート6号宇宙ステーションでの任務のあと、ソユーズ29号によって地球に帰還。宇宙での滞在時間は7日と20時間49分であった。
1983年にはポツダムの地球物理学中央研究所 Zentralinstitut für Physik der Erde で、地球の遠隔探査を研究テーマとした論文を作成、物理学の博士号を授与されている。
軍人としての最終階級は少将。退役したのは1990年10月2日であり、これは東西ドイツ統一の前日である。また、彼の名が冠された小惑星も存在する。
1990年から彼は（もとは西の機関であった）DLR（ドイツ航空宇宙センター）のフリーランスのコンサルタントとして働き、それと並行して1993年からは欧州宇宙機関でユーロミール計画の準備も行なった。その後2002年に最終的にこの仕事からも退職した。
2019年9月、シュトラウスベルクの自宅で死去した。享年82歳。
- ソユーズ31号に乗り込むヴァレリー・ブィコフスキー船長とイェーン（1978年8月26日）
- ソユーズ29号で地球に帰還したブィコフスキーとイェーン（1978年9月3日）
- 地球帰還後、東ベルリンで行われた記念パレードでのイェーン、ホーネッカー国家評議会議長、ブィコフスキー（1978年9月21日）
- 空軍第2戦闘航空団「ユーリイ・ガガーリン」において、ガガーリン記念碑の除幕式で式辞を述べるイェーン（1981年）
- ジークムント・イェーン（2013年）とグレゴール・ギジ

## 私生活
彼は結婚しており二人の子供がいる。ベルリン在住。趣味は読書と狩猟である。著書に「宇宙空間の開拓」（1983年）がある。
「カール・マルクス勲章」および英雄称号「ドイツ民主共和国英雄」、名誉称号「ドイツ民主共和国宇宙飛行士」を受章している。
他に、ソ連邦英雄。レーニン勲章を受章。統一後のベルリンの名誉市民。

## イェーンの登場する作品
- 『グッバイ、レーニン!』（2003年、ドイツ映画） - 演：シュテファン・ヴァルツ（スイス人）

物語上重要な役割を果たす。作中ではドイツ統一後の世界で職を失いタクシー運転手になっている設定（前記のとおり史実とは異なる）。